# Jeffrey Kooistra
Jeffrey Kooistra (Amsterdam, 10 november 1968) is een Nederlands voormalig voetballer en huidig voetbaltrainer. Hij speelde als middenvelder.
Kooistra begon zijn loopbaan in de jeugd bij Zeeburgia en Ajax. Hij brak niet door en ging spelen bij de amateurs van De Meer en DRC. In 1989 kwam hij bij FC Volendam waar hij op 1 april 1990 debuteerde in de thuiswedstrijd tegen FC Twente. In 1992 ging hij bij Haarlem spelen en maakte daar indruk. Na een half jaar ging hij naar sc Heerenveen waarmee hij via de nacompetitie naar de Eredivisie promoveerde. In de winterstop van het seizoen 1993/94 ging hij naar N.E.C.. Ook met die club promoveerde hij via de nacompetitie. In 1996 ging hij voor FC Groningen spelen en na iets meer dan een jaar vertrok hij naar Helmond Sport. Hij besloot zijn loopbaan in 2002 bij RBC Roosendaal na 286 competitiewedstrijden waarin hij 50 doelpunten maakte.
Aansluitend werd hij assistent-trainer bij RBC Roosendaal. In het seizoen 2004/05 was hij hoofdtrainer van FC Omniworld, voor hen het laatste jaar als amateurclub. Hij bleef bij die club en werd later technisch directeur. In 2010 was hij algemeen directeur van RBC Roosendaal. Toen die club failliet ging werd hij mede-eigenaar van een koffiebedrijf en scout voor Brighton & Hove Albion FC. In het seizoen 14/15 maakte hij de overstap naar Fortuna Sittard om daar assistent trainer te worden. Vanaf begin oktober 2015 tot begin december 2015 fungeerde hij als ad-interim hoofdtrainer na het ontslag van Peter van Vossen. Onder de nieuwe trainer Ben van Dael werd Kooistra weer assistent totdat zijn contract medio 2016 afliep.
In januari 2017 werd bekend dat Kooistra vanaf het seizoen 2017/18 VV Alverna gaat trainen. In maart van dat jaar werd hij aangesteld als scout bij Sparta Rotterdam en volgde in het seizoen 2017/18 Dolf Roks op als hoofd scouting. In 2020 werd hij hoofdtrainer van VV Germania.